# Сондрио (провинция)
Сондрио (на италиански: Provincia di Sondrio) е провинция в Италия, в региона Ломбардия.
Площта ѝ е 3212 км², а населението – около 181 000 души (2007). Провинцията включва 77 общини, административен център е град Сондрио.

## Административно деление
Провинцията се състои от 77 общини:
- Сондрио
- Албаредо пер Сан Марко
- Албозаджа
- Андало Валтелино
- Априка
- Ардено
- Бема
- Бербено ди Валтелина
- Бианцоне
- Бормио
- Бульо ин Монте
- Вал Мазино
- Валдидентро
- Валдисото
- Валфурва
- Вервио
- Верчея
- Вила ди Киавена
- Вила ди Тирано
- Гордона
- Грозио
- Грозото
- Дацио
- Делебио
- Джерола Алта
- Дубино
- Кайоло
- Камподолчино
- Касподжо
- Кастело дел'Акуа
- Кастионе Андевено
- Киавена
- Киеза ин Валмаленко
- Киуро
- Козио Валтелино
- Колорина
- Ланцада
- Ливиньо
- Ловеро
- Мадезимо
- Мантело
- Мацо ди Валтелина
- Мезе
- Мело
- Монтаня ин Валтелина
- Морбеньо
- Новате Мецола
- Педезина
- Пиантедо
- Пиатеда
- Пиуро
- Поджириденти
- Понте ин Валтелина
- Посталезио
- Прата Кампортачо
- Разура
- Роголо
- Самолако
- Сан Джакомо Филипо
- Сернио
- Сондало
- Сприана
- Таламона
- Тартано
- Тельо
- Тирано
- Тово ди Сант'Агата
- Торе ди Санта Мария
- Траона
- Трезивио
- Фаедо Валтелино
- Форкола
- Фузине
- Чедраско
- Черчино
- Чиво
- Чино